# Grève du secteur public québécois de 2023
 (août 2024).
Les grèves du secteur public québécois de 2023 sont une série de grèves des travailleurs du secteur public au Québec impliquant des centaines de milliers de travailleurs.
Impliquant principalement les secteurs de la santé, des services sociaux et de l'éducation, une grève de trois jours débute le 21 novembre 2023 dans l'ensemble du réseau du Front commun du Québec, incluant la FAE. La FAE poursuit avec une grève générale illimitée à partir du 24 novembre. Le Front commun cesse la grève le 24 novembre pour poursuivre les négociations avec Sonial Lebel. Le Front commun décrète ensuite une grève d'une semaine du 8 au 14 décembre, annonçant qu'il joindra la FAE dans une grève générale illimitée si les négociations échouent,,,.

## Grèves et manifestations
Le 23 septembre 2023, des milliers de syndiqués - plus de 100 000 selon le Front commun - participent à une manifestation pour réclamer de meilleurs salaires et de meilleures conditions de travail.
À la mi-octobre 2023, les 420 000 membres du Front commun votent à 95 % en faveur d'un mandat de grève pouvant aller jusqu'à la grève générale illimitée.
Le Front commun organise une première journée de grève le lundi 6 novembre. Plusieurs écoles primaires et secondaires des régions de la Capitale-Nationale et de Montréal, ainsi que des cégeps, sont fermées jusqu'à midi. Dans le réseau de la santé, plusieurs syndicats organisent au cours de la journée, dans le respect de la loi sur les services essentiels, des grèves d'une durée variant d'une heure et demie à quatre heures selon le type de professions,.
À la veille de trois jours de débrayage et à la demande des syndicats du Front commun, le gouvernement du Québec nomme un conciliateur pour rapprocher les deux parties après des mois d'impasse.
Du 21 au 23 novembre, le Front commun organise trois jours consécutifs de grève. Le mouvement atteint son paroxysme le jeudi 23 novembre, alors que la FIQ entame une séquence de deux jours de grève et que la FAE débute une grève générale illimitée. 570 000 des 610 000 employés de la fonction publique et parapublique sont alors simultanément en grève. En même temps, la FIQ fait grève les 23 et 24 novembre. Selon le Front commun, il s'agit de la plus importante journée de grève de « l’histoire du Québec, du Canada et même de l’Amérique du Nord (depuis la grève d’AT&T en 1983 (en)) ».

Marche pour les enseignants et l'école publique à Montréal, le 23 novembre 2023.
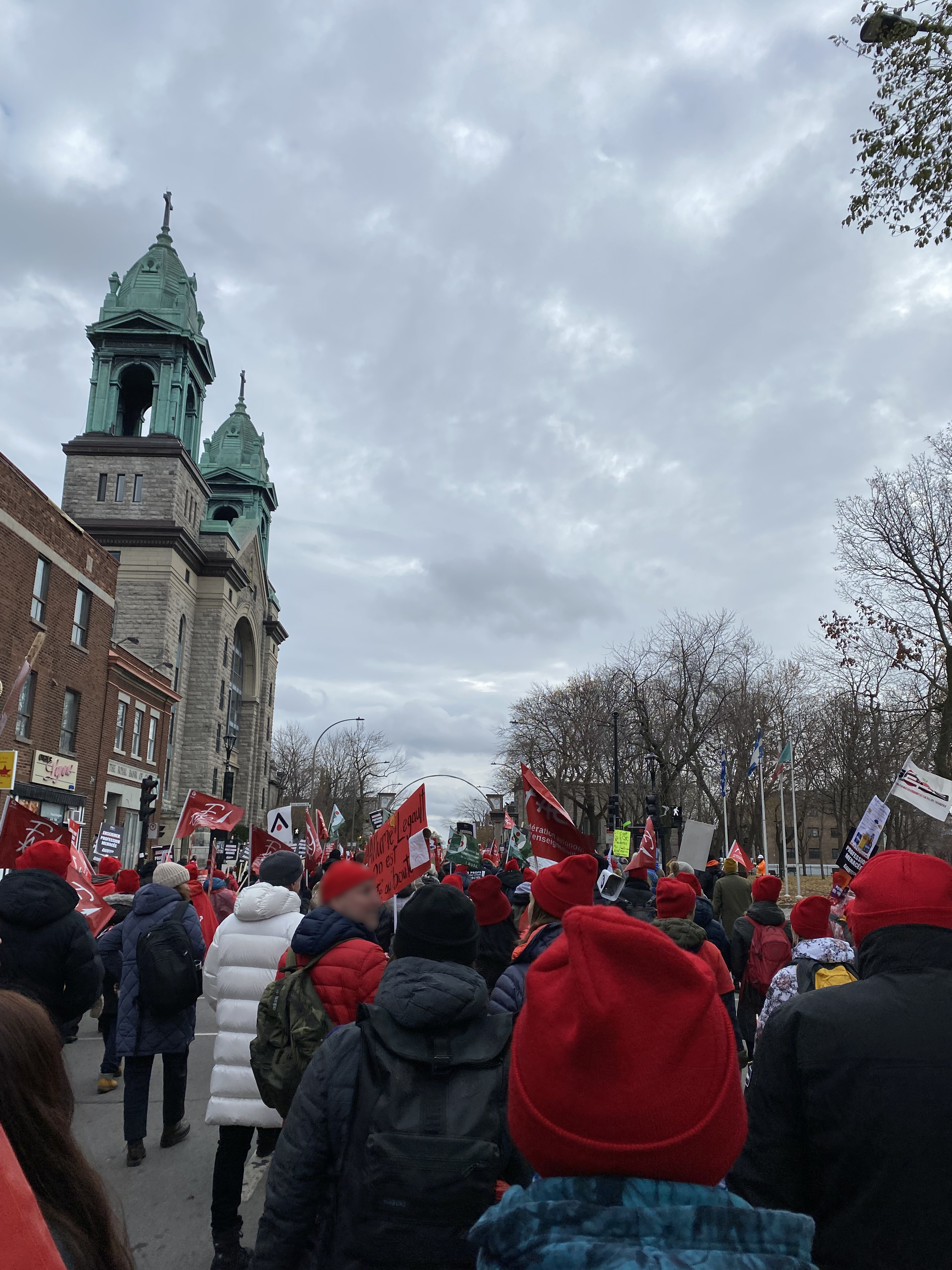
À proximité de l'ancienne église Saint-Jean-de-la-Croix.
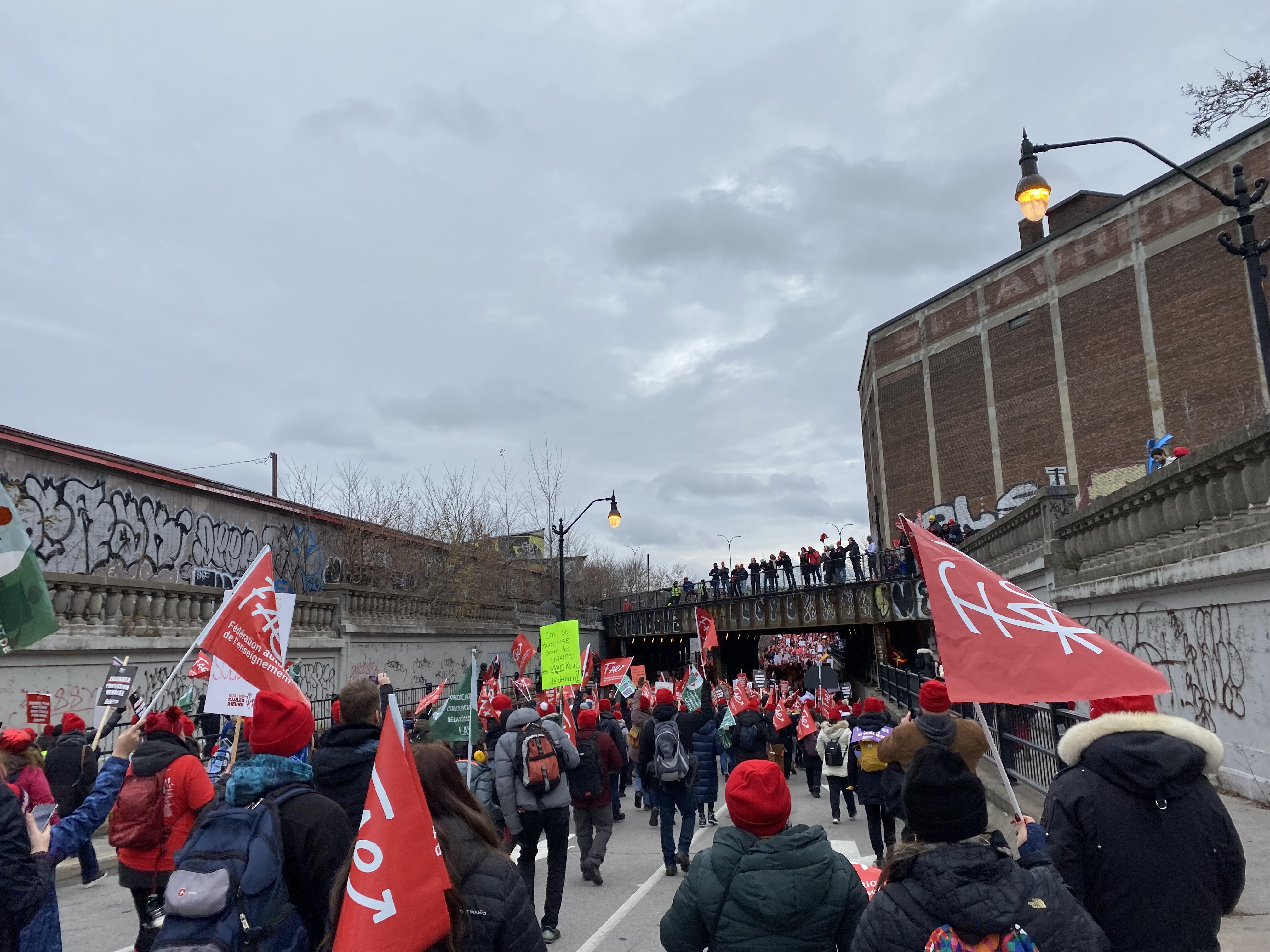
À l'approche du viaduc Rosemont—Van Horne.
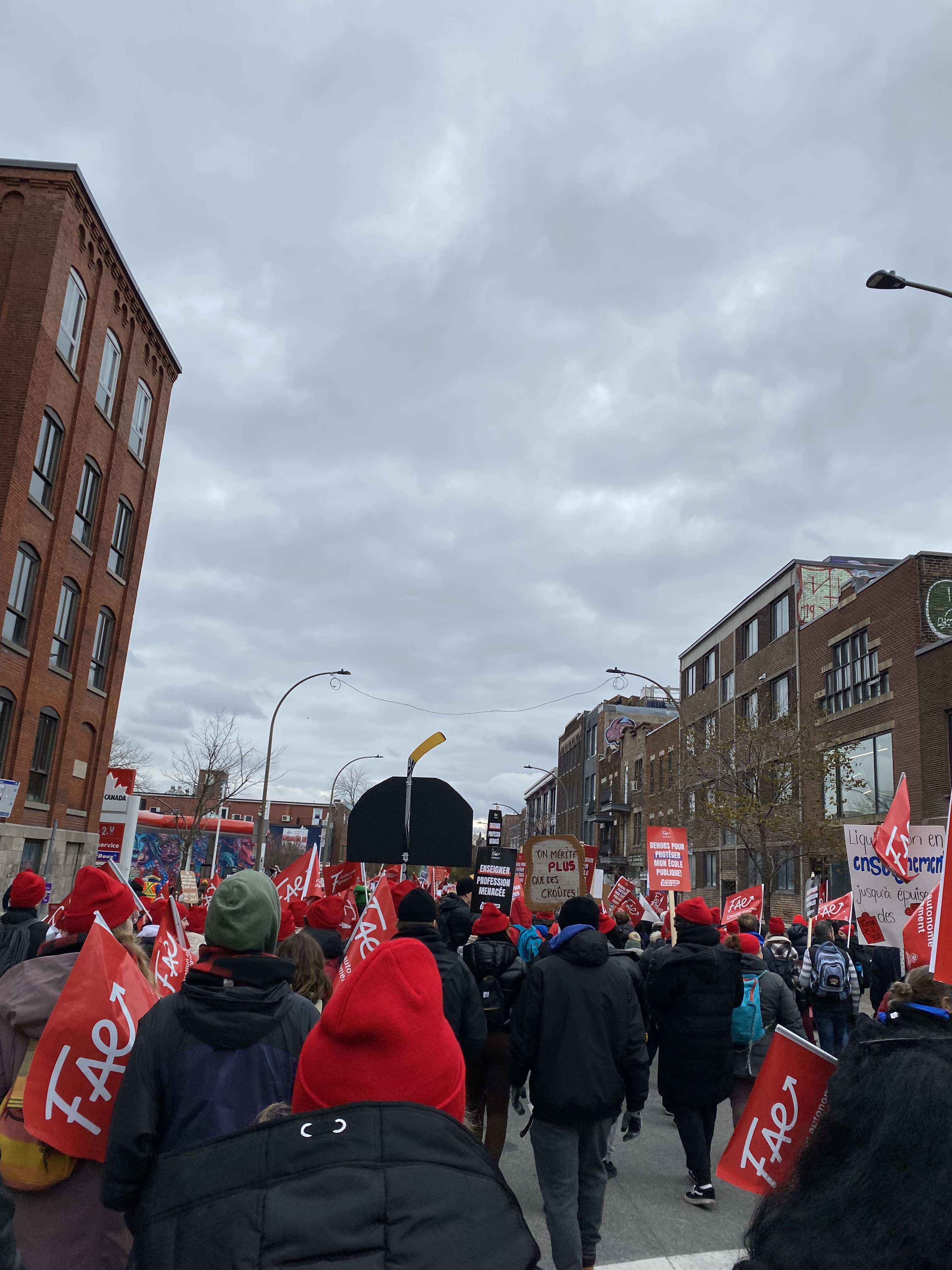
Devant le siège social d'Ubisoft Montréal.

Le 28 novembre, le Front commun annonce une nouvelle séquence de sept jours de grève, du 8 au 14 décembre 2023. Si cette semaine complète de grève a effectivement lieu, ce sera, au Québec, « la plus longue grève du secteur public depuis 50 ans, ». Le lendemain, le 29 novembre, la présidente du Conseil du Trésor Sonia Lebel annonce qu'elle rencontrera directement les dirigeants syndicaux le jour même à 16h.
La FIQ fait de nouveau grève du 11 au 14 décembre. Le 12 décembre, des milliers de manifestants participent à l'appel de la FAE à une marche qui se termine devant le bureau du premier ministre a Montréal. Le 15 décembre la FAE organise des «Sit-in» à Québec et à Montréal. Le 18 décembre, la FAE manifeste devant le bureau de la vice-première ministre Geneviève Guilbault. Le 21 décembre au matin, la FAE bloque durant plus de deux heures les entrées des ports de Montréal et de Québec. La même journée, elle bloque également bloque l’accès au Casino du Lac-Leamy. Le 22 décembre, un millier de personnes se rassemblent devant les bureaux du premier ministre François Legault au centre-ville de Montréal pour soutenir le personnel du milieu de l’éducation. Le 28 décembre, le Front commun et la FAE annoncent qu'ils sont arrivés à une entente de principe avec le gouvernement du Québec ce qui met fin à la grève générale illimitée,. Le 17 octobre 2024, la FIQ accepte l'entente de principe à la suite d'un vote de ses membres pour une nouvelle convention collective.

## Syndicats impliqués
Le Front commun intersyndical de 2023, communément appelé le Front commun, regroupe quatre centrales syndicales québécoises (CSN, FTQ, CSQ et l'APTS) dans le contexte des négociations pour le renouvellement des conventions collectives des employés des secteurs public et parapublic du Québec en 2023.
La FAE, une centrale syndicale qui représente 66 500 enseignants de Montréal, Québec, Laval, de l’Outaouais, des Laurentides, de l’Estrie et de la Montérégie, et la FIQ, qui représente 80 000 travailleurs œuvrant en santé et services sociaux, ne font pas partie de ce Front commun intersyndical.